# Wouli
Pour les articles homonymes, voir Wuli.
Le Wouli (ou Woulli ou Wuli) est une ancienne province malinké de Sénégambie, en Afrique de l'Ouest.